# 構造階段
構造階段（英語：Tectonic phase）在構造地質學和岩石學中是發生構造運動或變質作用的階段。構造階段本質上可以是伸展的或壓縮的。
造山運動就是由同一地球動力（例如板塊構造機制）引起的許多擠壓構造的構造階段。在這期間，導致岩石變形和變質。在大多數顯生宙造山運動中，多數構造階段都是不能分別的。

## 盆地地質和沈積岩中的構造階段
根據 Steno 的原始水平性原理，沉積岩通常以水平形式沉積。當構造運動發生時，沉積層可以傾斜。與水平面之間形成一個傾角。當新的沉積層沉積在傾斜的沉積層之上時，它們與舊的沉積層形成一個角度，這種結構稱為角度不整合。任何角度不整合都證明在其下方和上方的沉積層之間發生了構造階段。
構造階段可是局部的或是區域性的。大的構造階段能影響大面積的地層。例如，北美的阿勒格尼造山運動（在石炭紀期間），就造成廣汎的北美洲區域性度不整合 。
當一個構造運動與沉積同時發生時，每個新的地層的傾角都會與下面老的地層略有不同。結果是形成一系列楔狀沉積物。這通常在地質盆地的邊緣最明顯。

## 變質岩中的構造階段
在岩石學中，可以通過分析變質岩中的礦物和微觀結構（岩石學）來區分變質相。通過分析礦物和構造的形成順序，在大多數變質岩中都可以發現不止一個相（這稱為多變質作用）。 通過輻射測年法可以確定礦物生長不同階段的絕對年齡，及顯示岩石何時處於特定壓力-溫度條件下。 獲得的年齡不一定是構造階段的年齡，但可以顯示構造階段的結束和新礦物結晶發生的時間。